# R-12 (潜水艦)
|          |                                                   |
| 艦歴     |                                                   |
| 発注:    | 1916年8月29日                                     |
| 起工:    | 1918年3月28日                                     |
| 進水:    | 1919年8月15日                                     |
| 就役:    | 1919年9月23日                                     |
| 退役:    |                                                   |
| その後:  | 1943年6月12日に事故で沈没                         |
| 除籍:    | 1943年7月6日                                      |
| 性能諸元 |                                                   |
| 排水量:  | 水上 569トン 水中 680トン                         |
| 全長:    | 186 ft 2 in                                       |
| 全幅:    | 18 ft                                             |
| 吃水:    | 14 ft 6 in                                        |
| 機関:    |                                                   |
| 最大速:  | 水上13.5ノット (25 km/h) 水中10.5ノット (19 km/h) |
| 乗員:    | 士官、兵員33名                                    |
| 兵装:    | 3インチ砲1門 21インチ魚雷発射管4門                |

R-12 (USS R-12, SS-89) は、アメリカ海軍の潜水艦。R級潜水艦の1隻。

## 艦歴
R-12は1918年3月28日にマサチューセッツ州クインシーのフォアリバー造船所で起工した。1919年8月15日にヘレン・マックによって命名、進水し、1919年9月23日にボストンで艦長F・J・カンニーン中尉の指揮下就役した。
R-12は3月11日にコネチカット州ニューロンドンに向けて出航し、5月末まで作戦活動に従事した。その後パナマ南方で活動を続け、6月末にパナマ運河を通過、7月にカリフォルニア州サンペドロに到着した。サンペドロで船体番号 SS-89 が与えられ、8月末に真珠湾に向けて出港した。1920年9月6日に到着し、ハワイ水域での活動に入る。その後西海岸およびジョンストン島沖での訓練を行い、1930年12月12日に東海岸に向けて出航、1931年2月9日にニューロンドンに到着した。その後春まで偵察部隊の駆逐艦戦隊と共に訓練を行い、オーバーホールに続いて潜水艦学校の訓練生の訓練を行う。R-12は1932年9月27日にニューロンドンを出航しペンシルベニア州フィラデルフィアに向かい、1932年12月7日に退役、他のR級潜水艦と共に予備役艦隊で保管された。
7年半後の1940年7月12日にR-12は再就役する。完全就役のためニューロンドンに移動し、10月16日に完全就役すると12月10日にパナマに向けて出航、12月23日に到着する。パナマ運河近海の偵察任務を1941年10月まで続け、10月31日にニューロンドンに帰還、続く3ヶ月間はニューイングランド沖で作戦活動に従事する。1942年2月に南方の哨戒を開始し、翌年にはグアンタナモ湾およびキーウェストで活動した。1943年3月から4月までニューロンドンに帰還し、5月にキーウェストに戻る。その後は潜水艦乗組員に対する訓練に従事した。
1943年6月12日の正午過ぎ、R-12は水雷訓練のため潜水警報を鳴らした。潜水の準備を終えたと共に、前方バッテリー室が氾濫し始める。衝突警報が鳴らされ、バッテリー室の氾濫が報告された。メイン・バラストのブローが命じられたが浸水の方が早く、約15秒で、42名の乗組員とブラジル海軍のオブザーバーを乗せたままR-12は沈没した。生還したのは艦長、士官一名、兵士3人のみであった。R-12は1943年7月6日に除籍された。
2011年の潜水調査でR-12の残骸が発見されたが、沈没原因はいまだに不明である。